# きょうわ農業協同組合

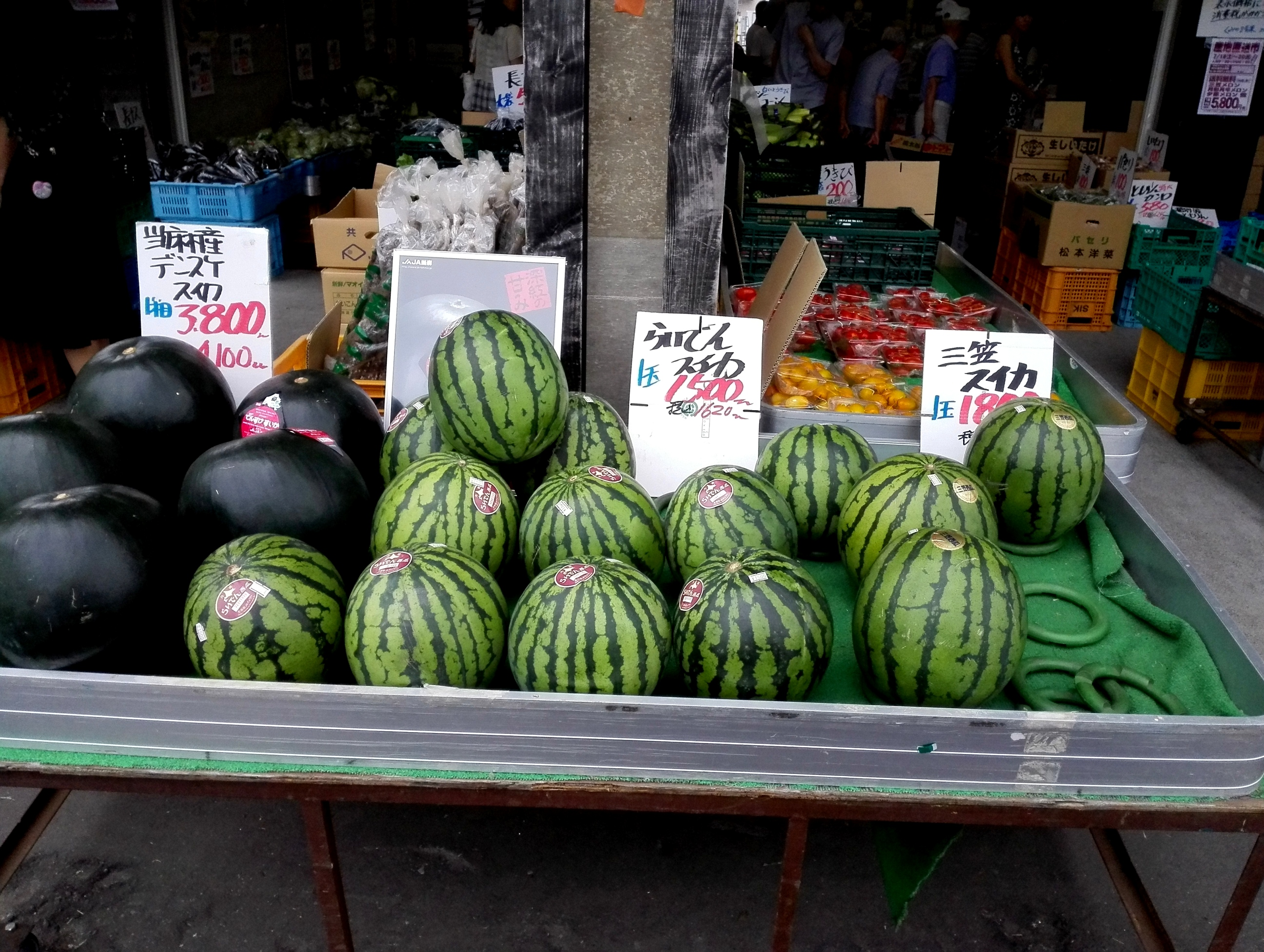
道の駅三笠で店頭に並ぶ「らいでんスイカ」。紫色のシールが貼ってある。2015年7月。

きょうわ農業協同組合（きょうわのうぎょうきょうどうくみあい、英称：JA Kyouwa）は北海道共和町に本所を置く農業協同組合である。略称はJAきょうわ。当農協の営業地区は 共和町・岩内町の一円である。

## 概要
2000年（平成12年）に前田農協、小沢農協、発足農協（以下共和町）、岩内町農協（中央会・JAグループ非加盟）、の4つの農協の合併によって設立。
らいでんメロン、らいでんスイカは当地の名産である。
- 正組合員数 559名
- 准組合員 776名

## 事務所の一覧
カッコ内は所在地
- 本所 （岩内郡共和町前田167）
- 発足支所 （岩内郡共和町発足190）
- 岩内支所 （岩内郡岩内町字大浜19-1）